# 印度洋牛魚
印度洋牛魚，為輻鰭魚綱鱸形目南極魚亞目牛魚科的其中一種，分布於印度洋南部的聖保羅島海域，屬底棲性魚類。